# أنغراد توموس
أنغراد توموس (بالإنجليزية: Angharad Tomos) (مواليد 19 يوليو 1958) هي كاتبة ويلزية وناشطة لغوية.

## سيرة شخصية
ولدت توموس في بانجور، جوينيد، في عام 1958، وترعرعت مع شقيقاتها الأربع في لانوندا بالقرب من كارنارفون. بدأت الدراسات العليا في جامعة أبيريستويث، لكنها غادرت قبل إكمال دراستها لتذهب للعمل في جمعية اللغة الويلزية. تخرجت لاحقًا في ويلز مع علم الاجتماع من جامعة بانجور وحصلت على درجة الماجستير.
توموس متزوجة من بن جريجوري وتعيش في جوينيد.

## الكتابة
ساهمت توموس كثيرًا في أدب الأطفال باللغة الويلزية. فازت بالتاج في يورد استدفود في عام 1982، مع ضرر العالم القديم، والتي يمكن ترجمتها إلى «العالم القديم السخيف» وتحتوي على تأملات توموس حول تجربتها أثناء عاطلة عن العمل. بطل الرواية هولووين، الذي ليس لديه وظيفة، يأخذ دروس الرسم، كما فعلت توموس نفسها.
تمت كتابة كتب الأطفال وتوضيحها بما في ذلك سلسلة رودلان (إلى الثرثرة) المكونة من 13 مجلداً بالرسوم التوضيحية الذاتية تم إعدادها في رولان. حصلت على جائزة Tir na nÓg. رالا رودينز، العنوان الأول في المسلسل.
في عام 1985، فازت توموس بجائزة ويلز الاكاديمية عن روايتها. كانت قد حاولت تسلق جهاز الإرسال في تلفزيون كريستال بالاس للتعبير عن قلقها بشأن نقص البث التلفزيوني في ويلز.
نشرت رواية تاريخية، راغوم، في عام 2004، تستكشف فظائع الحربين العالميتين الأولى والثانية.
تكتب توماس باللغة الويلزية لصحيفة ديلي بوست ومدونة على موقعها على الإنترنت.
تستخدم أعمال توموس بشكل متكرر عناصر السيرة الذاتية والمناقشات الفلسفية والسخرية والفكاهة. تشير إلى التراث الثقافي الويلزي، مثل الأساطير والأبطال والبطلات والأغاني والشعر، وكلها تقع في سياق عالمي صغير. تتميز رواياتها بأسلوب كتابة شخصي خاصة في أوصاف الحياة العادية التي تظهر من منظور ساخر أو فكاهي في كثير من الأحيان. تطبق كتاباتها عناصر تنميط ولهجة محلية تعطي إحساسًا بالأصالة اللغوية والثقافية.
تصور موضوعاتها عالماً مضطرباً بسبب الافتقار إلى المساواة، ولا سيما الافتقار إلى تكافؤ الفرص لتطوير الإمكانات. إنها تدعو إلى التغيير في حقوق الإنسان، وبالتالي تتجاوز سياق ويلز إلى وجهات النظر العالمية.

## النشاط اللغوي
كانت توموس رئيس جمعية اللغة الويلزية من عام 1982 إلى عام 1984، أثناء إطلاق الحملات من أجل قانون اللغة الويلزية وهيئة لتطوير التعليم الويلزي المتوسط.

## روابط خارجية
- مكتبة ويلز الوطنية